# Конференц-центр имени Джейкоба Джейвитса
Конференц-центр имени Джейкоба Джейвитса (англ. Jacob K. Javits Convention Center) — крупный нью-йорский конференц-центр на 11-й авеню, между 34-й и 38-й улицами, в Вест-Сайде на Манхэттене. Был построен по проекту архитектурной фирмы Pei Cobb Freed & Partners. Центр был открыт 3 апреля 1986 года и получил своё название в честь нью-йоркского сенатора Джейкоба Джейвитса, скончавшегося в том же году.
Центр служит местом проведения различных общественных и политических мероприятий (с 1987 —  Нью-Йоркский международный автосалон, также Нью-йоркский Комик-Кон). Он считается одним из самых используемых и оживленных конференц-центров в США, будучи при этом двенадцатым по величине.
Начиная с 2010 года центр подвергся расширению и реновации, которая завершилась в ноябре 2013 года.
В марте 2020 года Центр был превращён во временный госпиталь для пациентов с COVID-19.